# Stadhuis van Lyon
Het Stadhuis van Lyon (Frans: Hôtel de ville) is de zetel van het gemeentebestuur van de Franse stad Lyon. Het stadhuis is gelegen in het 1e arrondissement van de stad, aan het einde van de Rue de la République op het Presqu'île, tussen Place des Terreaux en Place de la Comédie, tegenover de Opera.
Al sinds 1651 staat op deze plek het stadhuis. Het eerste stadhuis was ontworpen door Simon Maupin. Volgend op een brand in 1674 is het tussen 1701 en 1703 verbouwd onder leiding van de architect Jules Hardouin-Mansart en zijn leerling Robert de Cotte. In 1792, tijdens de Franse Revolutie, is het reliëf op de gevel dat Lodewijk XIV te paard voorstelde, verwijderd. Tijdens de Restauratie is een afbeelding van Hendrik IV in dezelfde houding te paard teruggeplaatst.
Naast dit stadhuis, waar het bestuur van de gehele stad zit, heeft elk arrondissement van Lyon ook een eigen gemeentehuis.